# Moha Traoré
Mohamady Traoré Diarra (Barcelona, España, 29 de noviembre de 1994), conocido deportivamente como Moha, es un futbolista hispano-maliense que juega como delantero y su equipo es la S. D. Logroñés de la Segunda Federación.
Su hermano es el también futbolista Adama Traoré.

## Trayectoria
Tras formarse en las canteras del C. F. Badalona y R. C. D. Espanyol, llegó a debutar en Segunda B con el R. C. D. Espanyol "B" con 18 años. Al finalizar su etapa juvenil fue cedido a comienzos de temporada al C. F. Badalona y, en el mercado invernal, a la A. E. Prat, ambos de Segunda División B. A su regreso a la disciplina perica el jugador quedó libre.
En verano de 2014 firmó por el Elche Ilicitano C. F., para recalar una temporada después en el Córdoba C. F. "B". Con el filial califa consiguió, además de debutar con el primer equipo en Segunda División, el ascenso a Segunda División B donde compitió una temporada.
Tras abandonar el Córdoba C. F. "B" firmó por el Cádiz C. F. en verano de 2017, donde disputó 11 partidos en un temporada. En agosto de 2018 se desvinculó del club gaditano para firmar por el N. K. Istra 1961, club croata propiedad del Deportivo Alavés. En el mercado de invierno de enero de 2019 fue por la Unión Deportiva Melilla.
Las siguientes temporadas militó en el Hércules de Alicante C. F. y el R. C. Recreativo de Huelva, y en julio de 2021 firmó por la U. E. Cornellà para jugar en la Primera División RFEF. Tuvo que detener su carrera tras serle detectado un tromboembolismo pulmonar y, casi un año después de su último partido, en enero de 2023 regresó al conjunto catalán una vez ya recuperado. Esta segunda etapa en el club duró unos meses, ya que en agosto de ese mismo año recaló en el C. F. Intercity. Con este equipo disputó 32 partidos y en agosto de 2024 fichó por el C. F. Badalona Futur. Allí estuvo media campaña, en la que anotó cuatro goles en 17 encuentros de la Segunda Federación, y en enero se unió al Yeclano Deportivo. El siguiente mes de agosto firmó por un año con la S. D. Logroñés.

## Clubes
| Club                    | País    | Año       |
| ----------------------- | ------- | --------- |
| R. C. D. Espanyol "B"   | España  | 2012-2013 |
| C. F. Badalona (cedido) | España  | 2013-2014 |
| A. E. Prat (cedido)     | España  | 2014      |
| Elche Ilicitano C. F.   | España  | 2014-2015 |
| Córdoba C. F. "B"       | España  | 2015-2017 |
| Cádiz C. F.             | España  | 2017-2018 |
| N. K. Istra 1961        | Croacia | 2018      |
| U. D. Melilla           | España  | 2019      |
| Hércules C. F.          | España  | 2019-2020 |
| Recreativo de Huelva    | España  | 2020-2021 |
| U. E. Cornellà          | España  | 2021-2022 |
| U. E. Cornellà          | España  | 2023      |
| C. F. Intercity         | España  | 2023-2024 |
| C. F. Badalona Futur    | España  | 2024-2025 |
| Yeclano Deportivo       | España  | 2025      |
| S. D. Logroñés          | España  | 2025-     |